# Placówka Straży Granicznej II linii „Zduńska Wola”
Placówka Straży Granicznej II linii „Zduńska Wola” – jednostka organizacyjna Straży Granicznej w okresie międzywojennym.

## Formowanie i zmiany organizacyjne
Rozporządzeniem Prezydenta Rzeczypospolitej Polskiej Ignacego Mościckiego z 22 marca 1928 roku, do ochrony północnej, zachodniej i południowej granicy państwa, a w szczególności do ich ochrony celnej, powoływano z dniem 2 kwietnia 1928 roku  Straż Graniczną.
Rozkazem nr 3 z 14 maja 1929 roku w sprawie utworzenia Inspektoratu Wewnętrznego komendant Straży Granicznej płk Jan Jur-Gorzechowski utworzył komisariat wewnętrzny Straży Granicznej nr 2 „Łódź”. 
Rozkazem nr 12 z 14 lipca 1939 roku w sprawie reorganizacji placówek II linii [...] komendant Straży Granicznej gen. bryg. Walerian Czuma przemianował posterunek wywiadowczy „Zduńska Wola” na placówkę II linii.